# 용인 화운사 목조여래(아미타,약사)좌상
용인 화운사 목조여래(아미타,약사)좌상(龍仁華雲寺木造如來(阿彌陀,藥師)坐像)은 대한민국 경기도 용인시 처인구 화운사에 있는 조선시대의 불상이다. 2006년 6월 19일 경기도의 유형문화재 제200호로 지정되었다.

## 개요
화운사의 대웅전과 선원(禪院)에 각각 목불좌상 1구씩 본존불로 봉안되어 있는 이 두 목불좌상(아미타불, 약사불)은 화운사 중창주 월조 지명스님이 1960년대 금산사에서 옮겨온 불상이다. 이 목불좌상을 조사한 결과 금산사에서 화운사로 이안한 이래 10여년 전과 최근 2002년 두 차례에 걸쳐 개금(改金)한 사실이 있었는데, 이때 복장기가 상당히 훼손되었다. 두 복장에서 조성기가 발견되었는데 1628년(인조 6)에 조성되었다는 사실을 알 수 있다. 불상의 양식에서도 17세기 불상 양식이 엿보인다.

## 참고 문헌
- 용인화운사목조여래(아미타,약사)>좌상 - 국가유산청 국가유산포털